# 住友家評議員会
住友家評議員会（すみともけひょうぎいんかい）とは、住友財閥創業家・住友家の全般に関する最高の「相談役会」で、住友グループのトップメンバー8人によって構成される。

## 住友家評議員会の成立
住友家評議員会は、財閥解体に伴って、旧住友本社なき後の住友本家の後見役的な性格をもって、旧住友本社総理事だった古田俊之助を評議委員長として発足したものである。発足当時のメンバーは、古田をはじめ、岡橋林（元住友銀行社長）、北沢敬二郎（元住友本社常務理事）、田中良雄（元住友本社常務理事）、河井昇三郎（元住友本社常務理事）の長老5人でスタートした。
同評議員会は、その後、委員に野田哲造（元住友銀行社長）、土井正治（元住友化学会長）、田路舜哉（元住友商事社長）、広田寿一（元住友金属工業会長）、堀田庄三（元住友銀行相談役）、田中外次（元住友金属鉱山相談役）、岸要（元住友電工相談役）、らが加わった。そして評議員会の委員長も、古田俊之助から岡橋林、堀田庄三を経て、津田久（元住友商事名誉会長）に引き継がれた。
その後同評議員会メンバーは津田の他に、長谷川周重（元住友化学会長）、伊部恭之助（元住友銀行会長）、日向方斉（元住友金属工業会長）、河上健次郎（元住友金属鉱山相談役）、新井正明（元住友生命会長）、坂本明（元住友電工会長）、小林宏治（元日本電気会長）、そして事務局長が布野嘉雄（元住友不動産副社長）の9人が加わった。
事務局を住友不動産が担当しているのは、住友不動産はもともと戦後、住友家が所有していた不動産資産を譲り受けてスタートしたといういきさつがあるからである。ちなみに旧住友本社の資産は、住友商事が引き継いでいる。住友家評議員のメンバーは現在も住友直系企業の長老たちばかりである。
そして、評議員会の任務は、あくまでも旧住友本社の宗家である「住友家」の全般の運営問題だけにたずさわるもので、現在の個々の住友系企業の経営問題などに口出しをするようなことはしていない。